# 횡문근

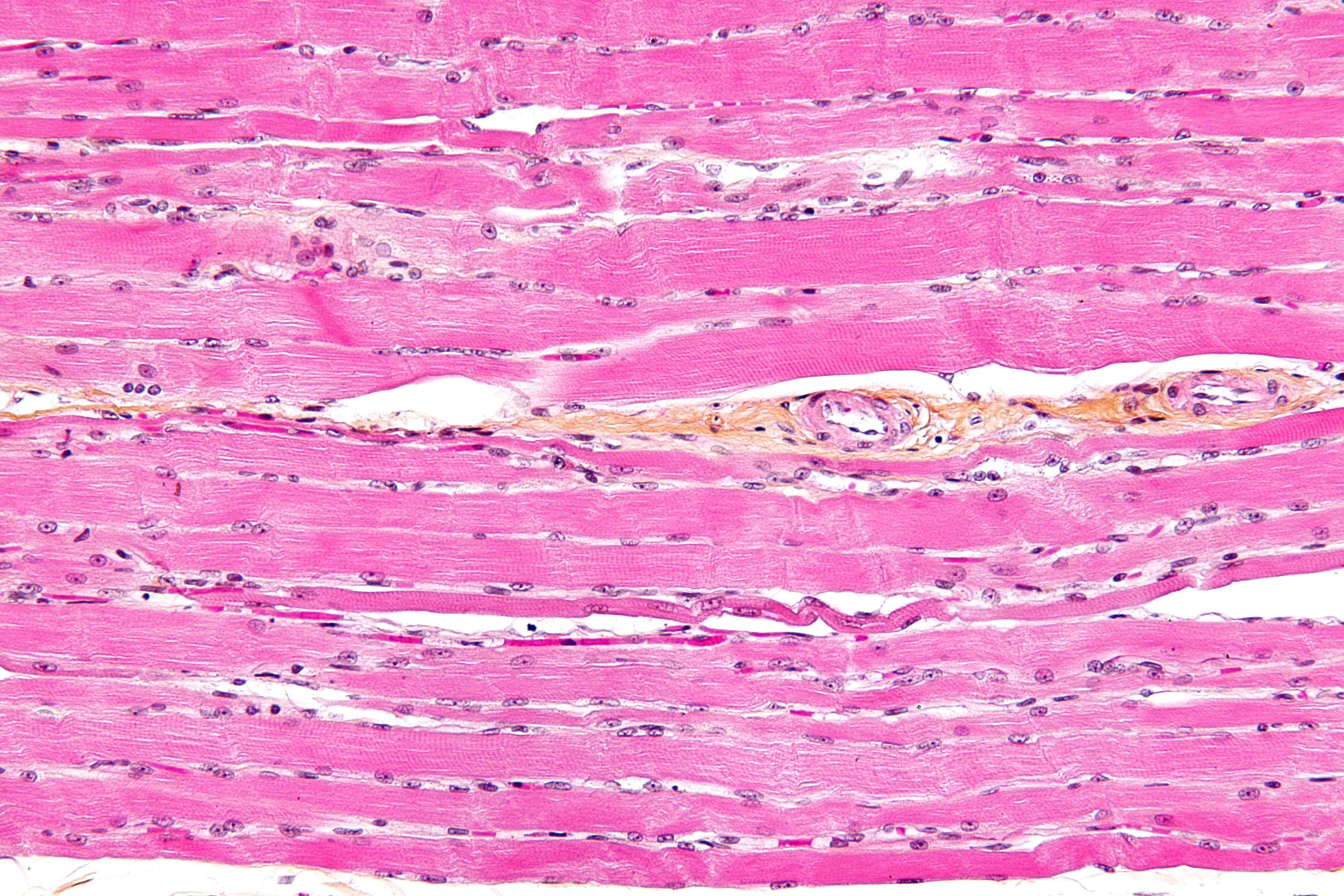
현미경 사전

횡문근(橫紋筋, Striated muscle tissue) 또는 가로무늬근은 근섬유에 가로무늬가 있는 근육이다.
세포는 매우 길고, 양 끝은 원추형이다. 각각의 세포 표면 가까이에는 많은 핵이 있다. 내부에는 근원 섬유가 빽빽히 들어 차 있고, 여기에 횡문(橫紋)이라는 주름 무늬를 볼 수 있다.
이것은 근원 섬유의 단백질이 규칙적으로 늘어서 있기 때문이며, 어둡게 보이는 부분은 복(複)굴절성을 나타낸다. 횡문근을 수축시키는 신경은 운동 신경으로, 그 말단은 운동 종판(終板)이라는 특수한 장치에 의해 근세포에 결합되어 있다. 운동 신경의 출발점은 대뇌피질의 운동령이며, 횡문근 수축 명령은 의식적으로 할 수 있기 때문에 수의근이라고 하는 경우도 있다. 단, 횡문근 중 심근은 수의근이 아니다. 또 횡문근 조직으로 이루어진 근(筋)은 보통 그 양끝이 뼈로 끝나는 데서 골격근이라고 부르기도 한다. 근원 섬유가 많은 세포는 백근(白筋)이라고 하기도 하며, 빠른 수축으로 인해 피로하기 쉽다.
근원 섬유가 비교적 적은 세포는 적근(赤筋)이라고도 하며, 천천히 수축하여 피로가 적고, 장시간에 걸친 지속적인 수축이 가능하다. 개개의 근은 그 기능에 적합한 비율로 백근과 적근이 섞여 있다고 할 수 있다.

## 구조
가로무늬근 섬유를 현미경으로 관찰하면, 밝게 보이는 명대와 어둡게 보이는 암대가 번갈아 배열되어 있기에 '가로무늬근'이라고 한다. 이들은 다핵 세포로, 주로 척추동물의 뼈에 붙어 뼈를 움직이므로 '골격근'이라고도 하며, 또 우리의 의지로써 마음대로 수축시킬 수 있기 때문에 '(맘대로근(수의근)'이라고도 한다.
무척추동물인 곤충류·갑각류의 외골격에 붙어 운동을 지배하고 있는 근육도 가로무늬근이다. 근육은 근막이라고 하는 결합 조직의 막에 의해 많은 근섬유가 싸여 있는 구조로 되어 있다. 그 근섬유는 그물 모양의 섬유가 격벽 모양으로 되어 많은 다발로 나뉜다. 근육의 양쪽 끝에는 콜라겐 섬유로 된 힘줄이 있는데, 이것에 의해 근육이 뼈에 붙어 있다.

## 미세 구조
근육 다발 중 한 가닥의 근 섬유(근세포)는 굵기 20∼100μ의 가느다란 세포이다. 각 근섬유의 바깥쪽은 얇은 탄력성 막인 근섬유막(근섬유초)으로 싸이고, 내부의 세포질은 근질이라고 하는 반유동성 물질과 근원 섬유로 되어 있다. 근원 섬유는 근세포의 원형질에서 분화한 것으로, 광학적 성질이 다른 A대와 I대로 구별되는데, 전자는 암대, 후자는 명대라고 불린다. 한편 근원 섬유는 더 가는 몇 가닥의 근 필라멘트로 이루어져 있는데, 이것은 다시 액틴과 미오신이라고 하는 수축성 단백질 섬유로 구성되어 있다.
근원 섬유와 근원 섬유 사이는 근질이라고 하는 겔 모양의 원형질로 채워져 있어, 여기에서 근수축을 위한 에너지가 생산된다.

## 같이 보기
- 근육
- 횡문근융해증